# Катламет (Вашингтон)
Катламет (енгл. Cathlamet) град је у америчкој савезној држави Вашингтон. По попису становништва из 2010. у њему је живело 532 становника.

## Демографија
Према попису становништва из 2010. у граду је живело 532 становника, што је 33 (5,8%) становника мање него 2000. године.
| Група             | 2000.       | 2010.       |
| Белци             | 532 (94,2%) | 491 (92,3%) |
| Афроамериканци    | 3 (0,5%)    | 1 (0,2%)    |
| Азијати           | 5 (0,9%)    | 6 (1,1%)    |
| Хиспаноамериканци | 3 (0,5%)    | 18 (3,4%)   |
| Укупно            | 565         | 532         |